# Acasis approximata
Acasis approximata là một loài bướm đêm trong họ Geometridae.